# Veksø Slot
 For alternative betydninger, se Veksø Slot (flertydig). (Se også artikler, som begynder med Veksø Slot)
Veksø Slot er en lidt romantiseret betegnelse for det voldsted med et stenhus eller tårn, der har ligget på Veksøholm ved gården Egedal ud til Egedalvej, vest for Veksø. Anlægget blev senere en hovedgård.
Holmen har været omgivet af vand eller sumpet terræn. Nu er holmen en banke, der ligger i engarealerne ud til Værebro Å, syd for gården Egedals marker. Banken er fredet, men dyrkes landbrugsmæssigt.
Bortset fra svage spor efter en voldgrav, der har gået tværs over banken, er der i dag ingen synlige spor efter en borg i terrænet. De sidste rester af borgen blev fjernet i midten af 1800-tallet. Mursten blev genbrugt ved andet byggeri i byen. Der er gjort en række fund, og ud fra disse dateres borgen til sidste halvdel af 1300-tallet. Formentlig har borgen kun været anvendt som tilflugtssted i en kortere årrække.